# Vitor Reis Guimaraes
Vitor Gabriel Reis Guimaraes (Brasil, 11 de marzo de 2006), más conocido como Vitor Reis, es un futbolista brasileño que juega como defensa en el Atlético Mineiro del Campeonato Brasileño de Serie A.

## Selección nacional
Fue convocado con la selección sub-17 de Brasil para el Campeonato Sudamericano de Fútbol Sub-17 de 2023.

## Estadísticas

### Clubes
Actualizado al último partido disputado el 8 de febrero de 2023.
| Club                      | Div.          | Temporada     | Liga  | Liga  | Liga   | Estatal | Estatal | Estatal | Copas nacionales | Copas nacionales | Copas nacionales | Copas internacionales | Copas internacionales | Copas internacionales | Total | Total | Total  |   |   |
| Club                      | Div.          | Temporada     | Part. | Goles | Asist. | Part.   | Goles   | Asist.  | Part.            | Goles            | Asist.           | Part.                 | Goles                 | Asist.                | Part. | Goles | Asist. |   |   |
| ------------------------- | ------------- | ------------- | ----- | ----- | ------ | ------- | ------- | ------- | ---------------- | ---------------- | ---------------- | --------------------- | --------------------- | --------------------- | ----- | ----- | ------ | - | - |
| Atlético Mineiro · Brasil | 1.ª           | 2023          | 0     | 0     | 0      | 1       | 0       | 0       | 0                | 0                | 0                | —                     | 1                     | 0                     | 0     |       |        |   |   |
| Atlético Mineiro · Brasil | 1.ª           | 2024          | 0     | 0     | 0      | 0       | 0       | 0       | 0                | 0                | 0                | —                     | —                     | 0                     | 0     | 0     |        |   |   |
| Atlético Mineiro · Brasil | Total club    | Total club    | 0     | 0     | 0      | 1       | 0       | 0       | 0                | 0                | 0                | —                     | —                     | 0                     | 0     | 0     | 1      | 0 | 0 |
| Total carrera             | Total carrera | Total carrera | 0     | 0     | 0      | 1       | 0       | 0       | 0                | 0                | 0                | 0                     | —                     | 0                     | 0     | 1     | 0      | 0 |   |